# Club Deportivo Guadalajara Femenil
El Club Deportivo Guadalajara Femenil es un equipo de fútbol femenil mexicano con sede en Guadalajara, Jalisco, México. El equipo juega en la Liga MX Femenil. Es la rama femenil del Club Deportivo Guadalajara. El equipo es reconocido por ser el primer campeón del torneo mexicano femenil en su inicio oficial al vencer al Pachuca en el Apertura 2017 por un marcador global de 3-2.

## Historia

### Origen
En 1923 el Guadalajara pasaría a ser un Club Deportivo, abriendo paso a diferentes disciplinas como natación, béisbol, baloncesto, ciclismo, tenis, atletismo entre otras. En 1928, Maclovia Prieto (la menor de los hermanos Gerónimo, Anastasio, Fausto y Max Prieto) se interesó por el baloncesto y fue motivada por sus hermanos. Fue entonces que se creó la primera agrupación femenil en el Club, la de baloncesto. Ese primer equipo estaría integrado por las hermanas Maclovia, Teresa, Altagracia y María Prieto, María Becerra, las hermanas Mercedes y Delfina Villalobos, Elisa Palafox, Francisca López y las hermanas Aurora y Lucía González. Ese mismo año quedarían campeonas. Esta misma agrupación sería campeona de básquet en algunas temporadas más y parte de esta jugadoras con el deportivismo de la época también probarían suerte en otras disciplinas.
Dentro de los logros en el basquetbol destacan los títulos de campeonas femeniles de 1° Fuerza de los años 1928, 1929 y 1966, además de quedar campeonas de la Copa General Andrés Figueroa Femenil de 1930.
Conforme avanzaba el tiempo también las instalaciones del Deportivo Guadalajara eran mejores, hacia 1938 se hicieron las canchas de frontón, con ello se abriría una puerta más para las rojiblancas del club, que para las fechas se dedicaban casi exclusivamente al tenis. En la gráfica de principios de los 40s tenemos, tenistas y frontenistas como Anita Belmonte y las hermanas Dolores y Teresa Palafox (hijas de Salvador Palafox), entre otras.
El tabú del fútbol femenil permanecería arraigado por mucho tiempo en el mundo y más aún en el país, fue hasta los años 60 cuando surgieron agrupaciones diletantes, y en su momento no serían bien aceptadas. En el club seguía habiendo deportistas de otra especialidad, pero en el futbol se limitaban a apoyar desde la tribuna.
Es en esa misma década de los años 60 que se comenzó a disputar la primera liga de futbol femenil del país, llamada Liga América del Distrito Federal, la cual tenía 16 equipos de todas las zonas de la ciudad. Entre dichos equipos se encontraba el Guadalajara (aunque no sería reconocido oficialmente como filial del club), que llegó a contar con la futbolista Alicia 'la Pelé' Vargas, reconocida como la tercera mejor futbolista del siglo XX de la CONCACAF por parte de la IFFHS y que también ingresó al Salón de la Fama del Futbol Internacional en 2019. Además, con la Selección Mexicana Femenil, disputó y destacó en la Copa Mundial Femenina de 1970 en Italia, obteniendo el tercer lugar (siendo campeona de goleo con 5 goles) y en la Copa Mundial Femenina de 1971 en México, anotando 2 goles y logrando junto con la Selección el subcampeonato.
Como anécdota, Alicia Vargas menciona que un día vio en el periódico La Prensa una noticia en la sección de deportes que decía: “Guadalajara se lleva el clásico en el futbol femenil” Hasta entonces ella supo que existían equipos de mujeres, mencionando lo siguiente: “Y como yo era aficionada del Guadalajara, ese fue el equipo donde quise jugar. Ahí debuté”. En el Guadalajara, Alicia debutó a la edad de 15 años y jugó durante quince años.

### Fundación oficial del equipo femenil de fútbol
Sería hasta los 90s que en las categorías inferiores del Guadalajara se diera la apertura para creación de equipos mixtos y no es hasta 1997 que oficialmente se reconoce la fundación del Club Deportivo Guadalajara Femenil, bajo el mando de Oscar Morelos.

### Primeros años, primeros Torneos

#### 2000
En el año 2000 se celebró el Primer Campeonato Femenino Mexicano (Torneo Invierno) con 19 equipos, algunos de los cuales serían filiales de equipos de la Primera División Varonil, entre ellos el Guadalajara. Dicho torneo inició el 28 de octubre de 2000 y finalizó el 20 de enero del 2001.

#### 2001
En ese mismo año 2001, a la edad de 15 años ingresó al equipo por invitación de una amiga la histórica del club, Tania Morales (quien levantaría en 2017 como capitana el primer título femenil del Guadalajara, siendo también este el primer Torneo de la Liga MX Femenil).
Por otro lado, el equipo participó en el Torneo de Liga 2001 también conocido como Liga Mexicana Regional ubicándose en la Zona Occidente donde, aunque tuvieron mal inicio pues iniciaron con 2 derrotas, una ante Bachilleres y otra ante las Leonas Negras de la Universidad de Guadalajara por el mismo marcador de 2-1, su juego mejoró y terminaron la campaña en 2° lugar de su zona.
También lograrían el 3° lugar en la Copa CIFA.

#### 2002
En el 2002 dentro de la Copa Chivas 2002, quedaron en el 2° lugar, donde Tania Morales se convirtió en campeona de goleo.

#### 2003
Para el 2003 los triunfos siguieron llegando, ahora dentro de la Liga Córdica donde lograron el bicampeonato en los Torneos Clausura y Apertura del 2003.

#### 2004
Para el 2004 el Guadalajara repetiría los títulos del año anterior tras coronarse en los Torneos Clausura y Apertura de la Liga Córdica logrando el tetracampeonato, emulando el tetracampeonato logrado por el campeonísimo varonil en los 60s (en el Torneo Apertura Tania Morales también se coronó campeona de goleo).

#### 2005
En el 2005, en la Liga Nacional de Clubes de Fútbol Femenil el representativo rojiblanco bajo la dirección de Carlos Mendoza, lograron varias goleadas en la Zona de Occidente destacando las Flores (Alejandra y María), Lourdes “lulú” Díaz y Jessica Padrón, quienes condujeron al club a que en la fase regular lograran la marca de 12 victorias 1 empate y 2 derrotas a lo largo de 15 fechas disputadas con 83 goles a favor por 23 en contra que las colocaron en 2° lugar de la Zona Occidente. Lamentablemente para el equipo eso no bastó puesto que solo lograrían el subcampeonato de la zona perdiendo la Final frente a las Leonas Negras de la Universidad de Guadalajara tras ganar la ida 2-1 pero perder 4-2 la vuelta, dando así un marcador global de 5-4 a favor de las universitarias.

#### 2006
Para el 2006, dentro del Clausura 2006 de la Liga Premier de la Liga Mexicana Femenil, las chivas se clasificaron en la liguilla de la Zona de Occidente; en cuartos de final tuvieron suerte de pasar frente a las Tecos de la Universidad Autónoma de Guadalajara pues iniciaron ganando 4-2 en la ida y se confiaron para empatar el global 5-5; finalmente las rojiblancas pasarían por posición en la tabla. Caso diferente fue la goleada a las Coras de Tepic con marcador global de 6-2, pero de poco sirvió pues perderían la Final de la Zona frente a las Reinas del SUEUM de Morelia.
El perder la Final le costaría el puesto al técnico Carlos Mendoza, llegando al banquillo Alejandro Gorgonio para enfrentar el Apertura 2006 donde no les fue bien y ni siquiera pudieron pasar a la liguilla.

#### 2007
El 2007 fue un año con mucha actividad para el Rebaño Femenil ya que, primeramente, en el Torneo Clausura 2007 de la Liga Premier de Futbol Femenil, el conjunto de las Leonas Negras de la Universidad de Guadalajara echaron a Chivas en cuartos de final, con marcador global de 4-3.
Posteriormente participaron en el Torneo Primavera 2007 de la Liga Mexicana de Futbol Femenil, donde también Chivas felicitó a su rama femenil por el Día Internacional de la Mujer.
Y para cerrar su participación en el primer semestre del año, en el Torneo Apertura 2007 de la Liga Premier de Futbol Femenil, tras pender por un hilo esta edición debido a disputas internas entre directivos de la liga se llegó a suspender la actividad por más de 1 mes y el torneo se reanudó ya solo para la liguilla donde las Chivas vencieron en octavos a Vaqueras de Ixtlán, en cuartos derrotaron a Tepatitlán, pero cayeron en semifinales ante las Reinas del SUEUM de Morelia.

### Etapa en la Superliga Femenil
La Superliga Femenil (actualmente La Liga Mexicana de Fútbol Femenil, la cual se sigue disputando) es una liga que comenzó originalmente con otro nombre en el año 2000, pero a partir del 2003, un grupo de directivos y entrenadores con una larga tradición de trabajo y apoyo al Fútbol practicado por las mujeres, tomó las riendas de aquella primera liga para formar la Liga Mexicana de Fútbol Femenil bajo un esquema de participación equitativa, con la mejor organización posible y con base en las necesidades y recursos disponibles.
En el 2007, la liga se restructuró totalmente y paso a llamarse Superliga Femenil, además, contó con el apoyo y esfuerzo en conjunto tanto de la FMF en el sector aficionado como de los dueños de clubes de Primera División Varonil quienes prestaron estadios, instalaciones y comenzaron a generar un semillero importante de jugadoras ya que algunos equipos crearon su rama femenil.

#### Apertura 2007
El 25 de septiembre del 2007, Chivas presentó en rueda de prensa a su equipo Femenil para el torneo inaugural de la Super Liga Femenil, siendo apadrinadas por figuras del primer equipo varonil como Ramón Morales, Omar Bravo y Jonny Magallón, "Todo el equipo está muy motivado, y con el compromiso de brindarnos al máximo, para no decepcionar todo el apoyo que nos han brindado", fueron las palabras de la capitana María De Lourdes "Lulu" Díaz.
Así pues, las Chivas fueron uno de los 18 equipos en la primera edición de la liga bajo el nombre de Superliga Femenil, contando con Miguel Gamero como técnico.
El torneo comenzó el viernes 28 de septiembre con 2 partidos, ambos en el Estadio Jalisco. En el primero, las Leonas Negras de la Universidad de Guadalajara (quienes perderían la Final 6-2 contra las Dragonas del Instituto Oriente) vencieron 5-1 a las Pumas de la UNAM, y posteriormente, en una recreación del Clásico Nacional, el Guadalajara empató 1-1 con el América. La emblemática capitana Lourdes "Lulu" Díaz adelantó a Chivas en el marcador a los 39 minutos, pero el conjunto de las Águilas peleó y al 78 de tiempo corrido consiguió dar alcance a un gol por conducto de Cristina González que alcanzó a tocar la pelota por encima de la portera del Rebaño Anjuli Ladrón de Guevara, en juego dirigido por el silbante Horacio González.
En dicha competición el torneo inicio mal, pero el equipo cerró fuerte alcanzando en la penúltima jornada el 9° puesto con 17 puntos, necesitando de un triunfo en la última jornada, donde coincidentemente les tocó enfrentar a las Leonas Negras de la Universidad de Guadalajara quienes estaban en la octava posición con tan solo 1 punto más. El rebaño cumplió y derrotó 3-1 a las universitarias. Colándose de milagro a la liguilla, se enfrentarían en cuartos de final a las Reinas del SUEUM de Morelia quienes eliminaron a las Chivas con marcador global de 3-0.

#### Clausura 2008
Tras una muy buena campaña dentro de la Superliga Femenil, el Guadalajara derrotaría en octavos de final a las Loras de la Universidad de Colima 5-1 en la ida y cayendo 3-1 en la vuelta, dando un marcador de 6-4 a favor del rebaño, en cuartos vencerían a Andrea´s Soccer 7-1 y culminaría su participación en semifinales, luego de perder en Morelia 2-1 y empatar en Guadalajara 0-0 contra las Reinas del SUEUM de Morelia (quienes derrotarían al Oro de Jalisco en la Final 0-1). Tras esa derrota, se reafirmaría la intensa rivalidad entre el Guadalajara y las de Morelia.
Como antesala de la Final, se llevó a cabo un Juego de las Estrellas donde Chivas aportó 4 jugadoras.

#### Apertura 2008
En la tercera edición de la Superliga Femenil, tomaría las riendas del equipo el Profe José Luis Zavala y el Guadalajara golearía 11-0 al Querétaro en la Jornada 3 y terminaría en 1° lugar del Grupo A con 33 puntos, calificando a los octavos de final donde derrotaría 9-2 a las Loras de la Universidad de Colima, en cuartos 3-0 a las Leonas Negras de la Universidad de Guadalajara y 8-4 al Oro de Jalisco en semifinales para así clasificar a su primera Final en la Superliga, la cual sería disputada contra las campeonas, las Reinas del SUEUM de Morelia.

##### Final de ida
El capítulo de ida de la final del Torneo Apertura 2008 de la Superliga Femenil no tuvo a un equipo vencedor, aunque podría juzgarse que Morelia de visita salió mejor librado con el 1-1 que se dio al final ante Chivas.
El ímpetu con que arrancó el cuadro tapatío en el partido disputado en Verde Valle, de Zapopan, Jalisco les permitió ponerse al frente en el marcador de manera temprana, gracias a una gran acción personal de su creativa capitana Lourdes "Lulu" Díaz, quien superó a la guardameta María Esther Farías a los 11 minutos, ventaja que mantuvieron las anfitrionas hasta que los equipos se fueron al descanso. Morelia quiso nivelar la situación y generó varias llegadas, pero falló en la contundencia, para irse al descanso con la sensación de insatisfacción al seguir abajo en el marcador, aunque con tranquilidad porque el mejor futbol era desarrollado por ellas. El conjunto michoacano mantuvo el control del encuentro al reiniciarse el mismo, pero Chivas también buscó ampliar su ventaja para llegar con mayor calma al duelo de vuelta del domingo próximo. Los embates de las visitantes acabaron con la resistencia local a los 65, cuando Rosa Ema Reyna Peñaloza sacó un disparo de fuera del área que anidó en el ángulo izquierdo y superar así el lance de la cancerbera María Esther Farías para el 1-1. La escuadra rojiblanca propuso, quiso sacar una ligera ventaja del encuentro en casa, pero fue controlado por las "Reinas", quienes tuvieron mayor idea al momento de tener el esférico en su poder. A los 84 minutos se registró la oportunidad más clara para el festejo de alguna anotación más, en un tiro de Montserrat Navarro que amenazó con irse al fondo de las redes de las michoacanas, pero su portera se erigió como figura al desviar el esférico. Pese a los intentos de una y otra escuadra por salir de este encuentro con ventaja las porteras bajaron la cortina para que el juego concluyera con la paridad en el marcador.

##### Final de vuelta
Yuritzi Gil le dio el bicampeonato de la Superliga Femenil a las Reinas del SUEUM de Morelia. Por segundo torneo consecutivo, las michoacanas levantaron el trofeo que las acredita como las mejores del Torneo Apertura 2008, esto tras vencer por marcador global 2-1 al equipo de las Chivas en el Estadio Venustiano Carranza, ubicado en Morelia, Michoacán.
Yuritzi Gil marcó el 1-0 (2-1 global) al minuto 76 y con ello bastó para revalidar el título que consiguieron en el Torneo Clausura 2008.
El encuentro fue cerrado y con pocas acciones de peligro ya que, ni las purépechas, ni las tapatías deseaban soltar la oportunidad de coronar una excelente campaña sobre la alfombra verde ya que ambas escuadras fueron de las más regulares en el campeonato. Una jugada a balón parado definió a las ganadores. El servicio fue de Lizeth Rodríguez para Yuritzi Gil, quien anticipó la marca de las rojiblancas y con la frente envió el balón al fondo de la red que fue defendida por la guardameta Carolina Sánchez. A pesar del esfuerzo de las Chivas por alcanzar el marcador, el ímpetu y el juego ordenado de las morelianas les impidió igualar el electrónico y tuvieron que conformarse con el subcampeonato.

#### Clausura 2009
El Guadalajara cerraría otra muy buena campaña en la Superliga Femenil y de nuevo con la dirección de José Luis Zavala, ya en la segunda jornada se demostraría lo superior que sería el equipo tras golear 10-0 a Atlético Potosinas, mientras que en la jornada 6 registrarían la hasta entonces mayor goleada en la liga tras golear 16-0 a las Reboceras de La Piedad, donde en dicho partido Alejandra Vélez fue quien más destacó al marcar seis goles. Posteriormente quedarían en 2° lugar del Grupo B con 30 puntos, 3 puntos menos que Andrea´s Soccer, quienes se colocaron en 1° lugar.
Tras esto, y demostrando su gran campaña, en octavos de final, el Guadalajara derrotaría 15-1 al Puerto Vallarta, después, en cuartos derrotaría 8-2 a las Pumas de la UNAM, para luego vencer a las ya conocidas Reinas del SUEUM de Morelia por mejor posición en la tabla tras empatar 2-2, ya que, aunque estaban empatas en puntos, en la Tabla General las Chivas tenían una mayor diferencia de goles. Con dicho resultado, el Guadalajara se clasificó por segunda vez consecutiva a la Final, en esta ocasión, contra Andrea´s Soccer.

##### Final de ida
Las Chivas Rayadas del Guadalajara dieron el primer paso para proclamarse campeonas del Torneo Clausura 2009, al vencer 3 por 1 a su similar Andrea´s Soccer, en el choque de ida de la gran final de este certamen, que tuvo lugar en el césped de Verde Valle, en la Perla Tapatía. Las pupilas del entrenador José Luis Zavala hicieron gala del buen fútbol que les valió para hace exactamente una semana eliminar a las Reinas del SUEUM de Morelia, y ante las mexiquenses aprovecharon su calidad de locales para de esta manera viajar con una ventaja ante Andrea´s Soccer.
Los goles del chiverío corrieron a cargo de Marcela Valera y dos cabezazos de Alejandra Vélez Orellana. La anotación del descuento fue obra de Yamile Franco, que en el primer tiempo dio un respiro a sus compañeras por medio de dicha anotación, ilusión que para minutos posteriores fue “machacada” por los dos testarazos de Vélez.

##### Final de vuelta
Para el partido de “vuelta”,el escenario fue el Estadio Nemesio Diez de Toluca, Estado de México, gracias al apoyo del Titular del deporte del Estado de México y de la gran disposición de la Directiva Choricera. Ese sábado Chivas Femenil logró coronarse en la Superliga Femenil. Las rojiblancas empataron 1-1, marcador que le bastó para sumar en el global 4-2.
Desde el silbatazo inicial del encuentro, Chivas Femenil fue el equipo que mejor controló el balón para maniatar a Andrea´s Soccer ya que no deseaban arriesgar la ventaja de dos goles con la que llegaron a la Bombonera, siendo sólidas en la media cancha, atentas en la zaga y eficientes en la delantera. El triplete ofensivo de las rojiblancas, con Alejandra Vélez, Marcela Valera y Monserrat Navarro, atacaban con peligro una y otra vez en la meta defendida por Vera García, arquera de Andrea´s, que en repetidas ocasiones se vio en apuros gracias al potencial que las artilleras rojiblancas mostraron en el transcurso del encuentro. Apenas a los 27 minutos de acción, Alejandra Vélez aprovechó un balón que quedó a su merced cerca de la portería rival y con la pierna derecha anidó el balón al fondo de las redes para el 1-0 momentáneo de las rojiblancas. Ese gol, le otorgó mucha tranquilidad a Chivas Femenil para controlar las acciones en ese primer tiempo, pese a que en la segunda mitad Andrea´s Soccer encontró el gol del empate, obra de la seleccionada nacional María de Lourdes Gordillo quien consiguió al 48' el 1-1, gol que dio nuevas esperanzas ya que acortaron la desventaja 2-4, con poco más de 40 minutos para buscar dar alcance.
No obstante, las tapatías supieron controlar a la perfección el partido, se ordenaron mejor, jugaron con el tiempo y metieron en la desesperación a su rival que sólo podían ser testigos del girar de las manecillas del reloj, llevando así el encuentro hasta los minutos finales sin movimiento en el marcador.
Tras el júbilo del campeonato vino la ceremonia de premiación donde se les entregó al conjunto de Chivas Femenil el trofeo y las medallas de Campeonas, mientras que su artillera Alejandra Vélez recibió el trofeo de monarca de goleo, al totalizar 30 goles en la campaña, 5 más que la seleccionada azteca Lourdes Gordillo de Andrea´s Soccer.
Con dicho título, el equipo del rebaño femenil, recibió una gran felicitación por parte del entonces dueño Jorge Vergara y su entonces esposa Angélica Fuentes.

#### Campeón de Campeones
Tras concluir el Clausura 2009 y como era costumbre, se disputaría el Campeón de Campeones de la Superliga Femenil, en esta ocasión contra las campeones del Apertura 2008 las Reinas del SUEUM de Morelia (ganadoras del anterior Campeón de Campeones tras derrotar 1-0 a Dragonas del Instituto Oriente). Lamentablemente dichos encuentros, en formato de ida y vuelta, no se disputaron, a pesar de que ya estaban contemplados.

#### Salida de la Superliga Femenil
Para el Apertura 2009 se tenían contemplados 24 equipos, pero por diversos motivos varios clubes se retiraron antes o durante el torneo; tal es el caso del Guadalajara (las vigentes campeonas), ya que la directiva se rehusó a participar por juzgar que el nivel de juego de la Superliga Femenil no era el adecuado para su cuadro femenil.

### Ligas regionales

#### 2009
El Club Deportivo Guadalajara jamás dejó de apoyar a su equipo femenil a pesar de ya no participar en la Superliga Femenil, por eso inscribieron al equipo en la Liga Femenina de Fútbol de Occidente donde disputaron el Apertura 2009 dirigidas por José Luis Zavala. En Semifinales derrotarían 5-0 a las Leonas Negras de la Universidad de Guadalajara. En la Final se enfrentaron a la Fundación Ave H CROC (ABH CROC), siendo estos los dos mejores equipos del torneo con 36 (Chivas, líder) y 33 unidades (el ABH CROC), a quienes vencieron en la ida 4-2 con goles de Jessica Padrón (2), Anahid Guzmán (1) y Alejandra Miranda (1)y 1-0 en la vuelta con gol de Alejandra Miranda, dando un marcador global de 5-2 logrando con esto el campeonato. De nuevo la capitana Lourdes "Lulu" Díaz levantaría la copa para Chivas Femenil.

#### 2010
Posteriormente ingresaron de nueva cuenta a la Liga Córdica aun con el profe José Luis Zavala a cargo del timón rojiblanco donde en el Clausura 2010 el Guadalajara cerró de manera invicta colocando en 1° lugar con 36 puntos. Vencieron en semifinales al Colegio Once México 2-0 (quienes venían de ganar la Copa Coca Cola y lograr el viaje al Mundial, además de que eran dirigidas por Noé Zárate). Ya en la Final golearían 5-0 a las Linces de la Universidad del Valle de México (en donde militan algunas jugadoras que en su momento fueron piezas importantes del conjunto rojiblanco) con goles de Marcela Valera en 2 ocasiones, Denisse Rojo, Lourdes "Lulu" Díaz y Nadia Magaña, volviendo a lograr otro título en dicha liga.
En la Copa Telmex debutaron con triunfo al derrotar con marcador de 6-0 al conjunto de la Preparatoria Femenil de la Universidad Autónoma de Guadalajara, pero perdieron en semifinales con un marcador de 5-4 contra el conjunto de Tlaquepaque.
De regreso a las canchas en el Apertura 2010 de la Liga Córdica, la dirección era tomada por Alberto Ascencio, quien a pesar de la renovación generacional volvió a meter al rebaño a la Final tras derrotar en semifinales a partido único al Colegio Once México 2-1 y venció de nueva cuenta en la Final a la Universidad del Valle de México 3-2 marcador global. Martha Ramírez la nueva capitana, lograría el tanto en la ida que terminó 1-1 y en la vuelta en un apretado encuentro Marcela Valera anotó un gol y provocó un autogol para el marcador final 3-2 global.
Además, participaron en la Liga Elite Universitaria.

#### 2011
Otra vez bajo la dirección de Alberto Ascencio y la capitanía de Martha Ramírez en el Clausura 2011 de la Liga Córdica, el rebaño femenil llegaría a la final y por tercera vez el cuadro del Rebaño volvió a vencer a la Universidad del Valle de México quienes se encontraban reforzadas por exjugadoras rojiblancas. Después de un par de encuentros, con triplete de Marcela Valera el rebaño femenil lograría vencer 3-0 marcador global y de nuevo alzar la copa.
Para el Apertura 2011 de la Liga Córdica seguirían las renovaciones en el equipo, con sangre más juvenil. Este torneo sería bajo la dirección de Humberto Adauto y el Guadalajara en nueve encuentros disputados obtuvieron siete triunfos por un empate y sólo una derrota que les valió el liderato de la Tabla general con 22 unidades y el derecho a entrar directo a una de las dos Semifinales, Chivas Femenil hizo su trabajo al doblegar en esta instancia al Tec de Monterrey con marcador de 5-0 y posteriormente se enfrentó a las Leonas Negras de la Universidad de Guadalajara donde perdió el título en casa tras perder 1-0, quedando subcampeonas.

#### 2012
El siguiente torneo sería el Clausura 2012 de la Liga Córdica de nuevo con Humberto Adauto de técnico donde el equipo de las Chivas en 18 jornadas disputadas obtuvieron 15 triunfos, un empate y sólo dos derrotas para sumar un total de 46 unidades que instalaron al equipo en el 1° lugar de la clasificación general. El liderato de goleo durante la campaña regular, también recayó en una jugadora rojiblanca, Marcela Valera quien durante la fase regular consiguió 25 anotaciones en su cuenta personal. Para la fase de Liguilla Chivas Femenil mantuvo su categoría de escuadra imbatible y dejó en el camino a los equipos de ITESO y Vikingas para de esta forma instalarse de nueva cuenta en la Final que volvieron a perder la Final y de nueva cuenta contra las Leonas Negras de la Universidad de Guadalajara (equipo repleto de jugadoras de experiencia), esta vez con marcador de 2-1. Al 56 el rebaño empataría con gol de Arlett Tovar por la vía del penal, pero un gol al 89 le daría el título a las Universitarias.

#### 2013
En el Clausura 2013 de la Liga Córdica ahora bajo la dirección de Cástulo Vázquez calificando a Semifinales donde enfrentarían a Dragonas, sin embargo, no se presentaron al momento del partido, el árbitro llegó, pitó el inicio del partido y no llegaron, perdiendo así por default, avanzando automáticamente el conjunto del rebaño. Avanzando de esta forma a la Final, enfrentarían al Tec de Monterrey (quienes eliminaron en la otra Semifinal a las Leonas Negras de la Universidad de Guadalajara), sin embargo, el rebaño volvería a levantar el título de campeonas tras vencer en la Final 2-0 con doblete de Marcela Valera, ahora como capitana del equipo.
Posteriormente, ahora bajo la dirección de Mario Marín participarían en la Copa Telmex donde perderían en la 1ª ronda contra el Atlas quedando de esta forma fuera de manera temprana.

#### 2014
En el 2014, el rebaño femenil en su mayoría con integrantes muy jóvenes y aún bajo la dirección de Mario Marín disputó por primera vez la Liga Premier de la Asociación del Estado de Jalisco donde terminaron el torneo regular en el 4° lugar, por lo que en la fase de cuartos de final se enfrentó al cuadro de León, que terminó como 3°, en una serie muy disputada, ya que en el duelo de ida las rojiblancas se impusieron por la mínima diferencia en las instalaciones de La Gigantera, y en el encuentro de vuelta, en la ciudad guanajuatense, remontaron un marcador adverso de 2-0 para ganar el partido 2-3 y un marcador global de 4-2.
En la Semifinal, el conjunto tapatío femenil enfrentó al cuadro de Tepatitlán, un equipo que era favorito por tener mayor experiencia y fortaleza física, pero en el partido de ida disputado en las instalaciones de La Gigantera, Chivas tomó una ventaja de 2-0 que resultó importante, pues en el juego de vuelta se impusieron en un ríspido encuentro por 1-2 en tierras alteñas y obtener el derecho a disputar el título ante el equipo del IMSS.
Por su parte, el cuadro de las Águilas Verdes del IMSS Jalisco, terminó en el primer lugar del torneo regular, y por el formato de la competencia, se instaló directamente en la Final a esperar a su rival, que sería el conjunto de Chivas Femenil y el título lo definirán en dos partidos. En la ida empatarían 0-0 y en la vuelta el rebaño se quedaría con el subcampeonato tras perder 2-0.

#### 2015
De nueva cuenta el conjunto del Rebaño se coronó campeón en el Clausura 2015 de la Liga Córdica de manera invicta dirigidas por José Luis Zavala siendo esta la última Liga Córdica ganada por el primer equipo (y no por categorías inferiores o filiales). Además, en dicha edición, la delantera rojiblanca Marcela Valera, consiguió el tricampeonato de goleo individual en el certamen de la Liga Córdica con 22 anotaciones.

#### Torneos Chivas
También el conjunto femenil ha participado en la Copa Chivas femenil desde que se implementó la rama femenil y en el Torneo Nacional de Escuelas Chivas desde el 2014 cuando las mujeres Sub-17 empezarían a competir vs conjuntos mixtos o meramente varoniles y para el 2015 ya se formaría la rama femenil del Torneo Nacional de Escuelas Chivas.

### Era Profesional
El 5 de diciembre de 2016 surgió la Primera División Femenil de México (conocida como Liga MX Femenil) la cual iniciara en julio del siguiente año como una iniciativa de la Federación Mexicana de Fútbol para fortalecer el fútbol femenino. Enrique Bonilla, presidente de la Liga MX, señaló que los equipos que participen deberán tener 21 jugadoras de categoría sub-23, con cuatro elementos complementarios de menos de 17 años (Sub-17), y dos de categoría libre, pero todas tendrán que ser nacionales. Originalmente se contemplaba la participación de los 18 representativos femeniles de los equipos que compiten en la Liga MX, sin embargo, este número se vio reducido debido a que Jaguares y Puebla declinaron su participación a causa de que ambos se encontraban en venta, además de haber tenido demasiados problemas de presupuesto incluso para pagar las nóminas de sus planteles masculinos.
El 3 de enero del 2017, el Club Deportivo Guadalajara Femenil, ya reestructurado totalmente, pasó a ser oficialmente un equipo de fútbol femenil totalmente profesional, nombrando como DT a Luis Fernando Camacho.

#### Copa de la Liga MX Femenil
Antes del comienzo de la liga, como preparación se jugó en la instalaciones de la Federación Mexicana de Fútbol la Copa de la Liga MX Femenil con 12 de los 16 equipos que participarían en la Liga MX Femenil, donde el Guadalajara quedó en 3° lugar del Grupo 1 y en 10° lugar de toda la copa con solo 3 puntos. El miércoles 3 de mayo del 2017 el Guadalajara disputó su primer partido profesional, aunque perdió 6-1 contra Pachuca (que resultaría campeón). Ese primer gol fue obra de Brenda Viramontes. Posteriormente perderían 3-0 contra Toluca y concluirían su participación ganando su tercer partido por 2-1 contra Monarcas Morelia.

#### Primer torneo y primer campeonato
Ya en la liga, las Chivas como se le conoce al equipo varonil hizo historia al convertirse en el primer equipo campeón del torneo y coronarse en el torneo Apertura 2017. El sábado 29 de julio de 2017, el Guadalajara jugó su primer partido en la historia de la Liga MX Femenil contra el Atlas rival local por tradición del equipo varonil goleándolas 3-0 jugando en San Rafael. Anette Vázquez sería la encargada de anotar el primer gol del Guadalajara en la Liga MX Femenil. Con el paso de las jornadas y tras quedar en 2° lugar del Grupo 2 con 34 puntos, con 11 partidos ganados, 1 empatado y 2 perdidos avanzó a jugar las semifinales contra el América, máximo equipo rival tradicional del club varonil, derrotándolas 4-2 en la ida jugando por primera vez en el Estadio Akron ya que durante la liga habían jugado en Verde Valle y algunos en San Rafael. Cabe mencionar que en dicho encuentro, la capitana del Guadalajara, Tania Morales, anotó el primer gol olímpico en la historia de la liga. En la vuelta empataron 2-2 en el mítico Estadio Azteca avanzando con un marcador global de 6-4, con una gran actuación de la portera Blanca Félix y haciendo historia al ser el primer partido de la Liga MX Femenil en ser transmitido por televisión nacional abierta. En la Final jugaron contra el Pachuca el campeón de la copa. El partido de ida se jugó en el Estadio Hidalgo, donde Pachuca ganó 2-0. En la vuelta, las Chivas jugaron en casa, siendo el escenario, el Estadio Akron, donde demostraron un gran amor al equipo, logrando remontar y ganar 3-0 con un marcador global de 3-2, con doblete de Arlett Tovar y un tanto de Norma Palafox. Dicha Final rompió un récord de asistencia en la liga con 32,466 espectadores en el estadio. Al final del encuentro y la coronación donde la veterana capitana Tania Morales levantó el título de campeonas, el equipo celebró con la afición en La Minerva, lugar donde la escuadra varonil celebra sus campeonatos. Ambos partidos fueron transmitidos por FOX Sports.

#### La Sequía de Protagonismo
En el Clausura 2018 el club tuvo un buen papel pero se quedó a 2 puntos de acceder a la semifinal quedando fuera de dicho torneo, aun con Camacho al mando, la escuadra rojiblanca comenzó la pretemporada para el Torneo Apertura 2018 con un partido amistoso contra la Academia Borussia a quien derrotaron por un marcador de 13-0.
Ya en el torneo Guadalajara tuvo una buena temporada con 31 puntos, quedando en segundo lugar del grupo 2 (4° en la tabla general), (cabe resaltar que en este torneo se incrementó a 18 los clubes participantes, además de que la liguilla comenzaría desde cuartos de final), en cuartos de final se le vencería por gol de visitante a Monterrey tras igualar 1-1 en el BBVA Bancomer y quedar 0-0 en el Estadio Akron, aun así vería truncado su sueño de jugar una nueva final dado que en las Semifinales quedaría fuera tras ser derrotado Tigres con un global de 5 - 2 (Empataron 1-1 en la ida y perdieron en la vuelta 4-2 en el Estadio Universitario ).
En el Torneo Clausura 2019 traería como novedad el cese de Luis Fernando Camacho y la contratación de Luis Manuel Díaz como el nuevo timonel del Guadalajara quien quedó en el 5° lugar del grupo 2, a tan solo 1 punto de clasificar a cuartos de final, quedando así fuera de fase de liguilla por segunda ocasión.
Además, el Guadalajara perdió sus 2 partidos contra el Atlas, el primero en la jornada 2, el día 12 de enero en el Estadio Alfredo "el Pistache" Torres, siendo esta su primera derrota en la época profesional contra el Atlas.

### La era Nelly Simón
Después de no calificar a liguilla, y para el Torneo Apertura 2019, llegó una reestructura con el anuncio de la que es actualmente la Directora Deportiva del Club Deportivo Guadalajara Femenil y es en mayo del 2019 cuando se presenta oficialmente a Nelly Simón, con ella llegó un nuevo director técnico, Ramón Villa Zevallos llegó al redil el 31 de mayo del 2019, sin embargo los planteamientos y el estilo de juego ("jugar con pelota controlada"), no gustó a la afición rojiblanca, el equipo clasificó a liguilla en 5.º lugar y se midió nuevamente al archirrival, el Club América, la eliminatoria fue controlada de principio a fin por las azulcremas, quienes dejaron al rebaño fuera de la liguilla con un marcador global de 3-0.
Para el Clausura 2020 se le siguió dando la confianza a Chito a pesar de las críticas y se reforzó el equipo con 5 jugadoras, entre ellas Norma Palafox quien regresaba por su paso del reality show "Exatlon EUA" y para lo que muchos fue la contratación bomba del torneo María Sánchez, desafortunadamente luego de un inicio no tan bueno, la pandemia por COVID-19 hizo que el torneo fuera cancelado.

#### Edgar Mejía y un nuevo futuro
Antes del torneo Guard1anes 2020 (nombrado así en honor a los médicos y enfermeras que luchaban contra el COVID) la dirección deportiva sorprendía a propios y extraños con un comunicado anunciando la destitución de "Chito", "Después de un periodo de análisis en el que encontramos algunas diferencias en nuestra forma de concebir el desarrollo de nuestros jugadores y jugadoras, decidimos prescindir de los servicios del profesor Ramón Villa Zevallos, quien hoy deja de fungir como Director Técnico de Chivas Femenil", eran las palabras que acompañaban el comunicado.
Tras muchas especulaciones y nombres, el 30 de julio, es Edgar "Chore" Mejía, exjugador rojiblanco y director técnico de fuerzas básicas, quien es presentado como el nuevo timonel del equipo Rojiblanco Femenil, creando muchas dudas por parte de la afición, pero en su primer torneo superó el récord de mayor cantidad de puntos, mayor cantidad de goles y de juegos ganados, sin embargo no pudo ganar los 2 clásicos y en liguilla cayó nuevamente ante el Club América, en cuartos de final con un global de 3-2.

#### El desmantelamiento de una ilusión
El gran trabajo logrado por "Chore" y su ofensiva conformado por María Sánchez, Caro Jaramillo, Norma Palafox y la goleadora Licha Cervantes, se vino abajo cuando después de anunciar las bajas con cara al Guard1anes Clausura 2021, se anunciaban las bajas de María Sánchez quien ficharía por Tigres Femenil, Nicole Pérez y Andrea Sánchez quienes llegarían a Rayadas de Monterrey, Janelly Farías quien sería contratada por el América Femenil y Norma Palafox quien se daría de baja para ingresar nuevamente a Exatlón EUA, y quien semanas después firmaría un contrato con las Tuzas del Pachuca, las esperanzas e ilusiones de la afición habían quedado por el suelo, aun cuando el equipo contrato a Gabriela Valenzuela, Cynthia Rodríguez y la exrayada Karol Bernal.

#### Nada que perder: la segunda Final
Con una moral por los suelos, el equipo enfrentaría un nuevo Torneo. Fue obra del "Chore" levantar el equipo y salir victoriosos del primer partido contra Juárez ganando 2-0 en calidad de visitante, así el equipo con el lema "somos las que estamos y estamos las que somos", comenzó a desplegar un fútbol vistoso y agradable al aficionado, que poco a poco fue posicionándose en los primeros lugares de liguilla, y en la jornada 13 se posicionó el segundo lugar de la tabla general del cual ya no bajaría, con una nueva meta, el campeonato, chivas superó por un global de 4-0 a su similar de Toluca Femenil en los cuartos de final, clasificándose a las semifinales, y tras un complicado juego de ida donde se empató a ceros contra Atlas Femenil, se metieron al Akron con una mentalidad fría logrando así sacar el resultado global de 2-1, llegando a su segunda Final en la historia de la Liga MX Femenil, su rival las Tigres de la UANL, quienes buscaban el bicampeonato y el trofeo de Campeón de Campeones.
El 24 de mayo del 2021, se jugó el partido de ida en el Estadio Akron, ante 11,564 espectadores, desgraciadamente luego de fallar un penal, el cuadro norteño le dio la vuelta al marcador el cual finalizó 1-2 en favor a las "amazonas".
Con "nada que perder", el rebaño se metió al Universitario el 31 de mayo de 2021, con la ilusión de darle vuelta al marcador global, desgraciadamente nada pudieron hacer ante un ataque felino eficaz, quien tras 15 minutos de juego ya tenían una ventaja de 3 goles, y aunque los goles de Miriam García y Caro Jaramillo le daban aun esperanzas a la afición rojiblanca, el gol al minuto 89' de Blanca Solís daba por terminado el sueño de levantar la segunda. Posteriormente, al minuto 90 Stephany Mayor marcó el 5° gol para las felinas y al 93 Gabriela Valenzuela marcó el último gol del rebaño, perdiendo la Final con marcador global de 7-4.

#### Apertura 2021
Para el Apertura 2021, el Guadalajara se llevó los clásicos tras vencer al Atlas 1-0 y al América 2-1, además de empatar 1-1 con las campeonas Tigres, que venía de ganar sus 12 encuentros sin perder ningún punto. En la recta final del torneo el equipo aflojó el ritmo y cayeron a la 4ª posición, donde en cuartos de final terminaría perdiendo la ida 2-1 contra el América en el Estadio Azteca y empatar 0-0 en la vuelta en el Estadio Akron.
Lo rescatable del Torneo fue que Alicia Cervantes se coronó campeona de goleo con 17 goles, convirtiéndose en la primera campeona de goleo del Guadalajara en la Liga MX Femenil.
Tras concluir el torneo se anunció que Edgar "Chore" Mejía dejaría el banquillo del equipo por decisión propia y se nombró a Juan Pablo Alfaro como nuevo Técnico.
También se emitió un comunicado donde la histórica capitana Tania Morales dejaba el equipo tras 20 años en el club.

#### Primer partido internacional
Tras la pausa en Apertura 2021 por la Fecha FIFA de octubre, el Guadalajara se enfrentó contra la Selección Argentina Femenil, siendo este su primer partido internacional. Lamentablemente para el Guadalajara, tras ir ganando 1-0 con gol de Joseline Montoya, les dieron la vuelta y cayeron 2-1.

#### Segundo título de Liga y Campeón de Campeones 2021-22
El equipo obtuvo su segundo título de liga durante el Clausura 2022, frente al Pachuca. La ida se jugó en el Estadio Hidalgo, donde Chivas ganó 4-2. En la vuelta las Chivas jugaron en casa, siendo el escenario, el Estadio Akron, donde a pesar de haber perdido 1-0 el partido la figura fue Blanca Félix al atajarle un penal a Charlyn Corral. Además de imponer el récord de la mejor defensiva de toda la liga con solo 6 goles en contra en todo el torneo y ganaron el Campeón de Campeones Femenil 2021-22 ese mismo año y Blanca Félix volvió a ser la figura al atajar todos los penales en la tanda de penales para definir al campeón.

#### Primer liderato general y récord de puntos
Durante el torneo Apertura 2022 el equipo terminó como líder general por primera vez en su historia e imponiendo un récord de puntos para la institución con 43 puntos aunque al final se quedaron fuera en semifinales siendo eliminadas por el América con un global de 4-6.

#### Primer partido internacional contra un club
Durante la pretemporada de los equipos europeos previo a arrancar la temporada futbolística y apenas arrancando el torneo Apertura 2022 para Chivas, el Inter de Milán decidió jugar un amistoso en Brownsville, Texas contra el equipo el cual terminó 1-1 con un gol de Rubí Soto poniendo en ventaja al equipo pero al final el equipo italiano logró empatar el marcador, a la postre perdieron en penales 3-2 siendo este el primer partido contra otro club que no es de la Liga MX Femenil.

#### La primera crisis deportiva
En el torneo Clausura 2023 se mantuvieron líderes generales hasta la jornada 15 del torneo pero un mal cierre les hizo caer a la 4ª posición y caer por un global de 4-6 ante el Pachuca Femenil en los cuartos de final con una actuación más que destacada de Jenni Hermoso, dejando muchas dudas en el entorno del equipo y en la afición. Lo cual derivo que a días de arrancar el siguiente torneo fuera cesado el Pato Alfaro de su cargo aún cuando ya había hecho toda la pretemporada con el equipo y traído a los refuerzos, pero diversos desacuerdos con la directiva lo orillaron a tomar la decisión de marcharse.
A días de arrancar el Apertura 2023 Antonio "Tano" Spinelli fue anunciado como nuevo Director Técnico de la institución tras la sorpresiva salida de "El Pato" Alfaro. Siendo así que durante su primer torneo como timonel del rebaño terminó en el 3.º lugar de la tabla con 42 puntos empatadas con el América Femenil que fue segundo lugar, además de quedar empatadas como la mejor defensiva con 11 goles en contra con Tigres Femenil, dos de los máximos favoritos al título. Llegando hasta las semifinales eliminadas por el América Femenil por un global de 4-3 en donde destacó la expulsión de Carolina Jaramillo y la notoria ausencia de la goleadora Alicia Cervantes.
Ya en el Clausura 2024 el "Tano" quiso implementar su estilo de juego en el equipo pero debido a que no contaba con la plantilla suficiente para hacerlo casi les cuesta su pase a la liguilla y a dos jornadas de finalizar el torneo fue cesado de su cargo para posteriormente dejar de forma interina a Joaquín "Quino" Moreno y aunque si logro clasificarlas a liguilla con 32 puntos (siendo uno de los peores torneos en la historia del equipo) cayeron en cuartos de final a manos del América Femenil con un escandaloso global de 6-1. También destacar que en este torneo se dio la máxima goleada de Chivas en su historia al derrotar 10-2 a Santos Laguna Femenil.
En el Apertura 2024 fue ratificado "Quino" Moreno, dado que el equipo tendría más roce internacional teniendo no sólo el amistoso contra el Barcelona Femenil en el Estadio Akron como parte del Camp3onas Tour, el cual perdieron 4-1, sino también la primera edición de la Summer Cup, donde participaron junto a Tigres Femenil, Monterrey Femenil, América Femenil, Pachuca Femenil y Tijuana Femenil y al final ninguno de los equipos mexicanos pudo dar un gran papel debido al alto nivel de competencia de los equipos norteamericanos. Bajo su gestión se dio el primer triunfo internacional del equipo al ganarle 1-0 a Chicago Red Stars con gol de Gabriela Valenzuela en el marco de la Summer Cup, se destacó que en este torneo se dio la máxima goleada de Chivas al Atlas Femenil al derrotarlas 5-1 en el Estadio Jalisco, pero también se vivió la peor goleada que recibió el equipo a manos del América Femenil al caer 7-0 en la fase regular del torneo, y ya en la liguilla ser nuevamente eliminadas por ellas con un global de 7-3, para después ser cesado del cargo.

#### Un nuevo comienzo
Para el Clausura 2025, fue designado como entrenador el español Antonio Contreras. En donde se destacó que en este torneo se dio la segunda máxima goleada de Chivas en su historia al derrotar 8-0 a Mazatlán Femenil. Y contrario a lo que pasó el torneo anterior donde la defensa no se vio muy bien en este torneo logró ser la mejor defensiva del campeonato con sólo 10 goles recibidos. Pero se repitió lo mismo de otros torneos eliminadas nuevamente por el América Femenil al caer en semifinales con un global de 4-2.
Durante el Apertura 2025, el equipo tuvo un partido amistoso contra el North Carolina Courage el cual sirvió como base de la internacionalización del fútbol mexicano femenil. Aunque el resultado fue una derrota 4-0 sacaron muchas conclusiones respecto al funcionamiento y el nivel de estos equipos de cara al torneo de liga.

#### Primer Amistoso contra América
Chivas Femenil hizo su primer amistoso enfrentando al América Femenil el 17 de mayo del 2025 en Los Ángeles, CA, con las cuales perdieron por un marcador de 4-3. Ambas escuadras venían en un estado anímico vulnerable, recordando que se enfrentaron en las Semifinales del Clausura 2025 de la Liga MX Femenil. Ocasión en la que las Chivas quedaron eliminadas del torneo, y las Águilas avanzaron a una Final que terminaron perdiendo ante Pachuca Femenil. Los goles de Chivas fueron por conducto de Gabriela Valenzuela y doblete de Viridiana Salazar.

## Fútbol base
Desde la profesionalización, el Guadalajara cuenta con diversas escuelas o filiales, entre las que destacan Chivas Piloto y Chivas La Gigantera.
Chivas, con la ideología de ser creador de jugadoras, el 6 de marzo del 2021, se presentó oficialmente la estructura de las fuerzas básicas para Chivas Femenil, si bien se tenían ciertos equipos pilotos, ninguno trabajaba con un esquema "profesional", siendo así el primer club de México en tener estructura de Fuerzas Básicas Femeniles.
Es por eso que el club actualmente cuenta con equipos de Fuerzas Básicas Sub-17, Sub-15, Sub-13 y diversas filiales y escuelas.
Además, al igual que en el conjunto varonil, donde el Guadalajara cuenta con el Tapatío como filial, el conjunto del Guadalajara Femenil también cuenta con el Tapatío Femenil como filial.

## Instalaciones
El club actualmente juega sus partidos de local en el Estadio Akron y algunos en Verde Valle.
Durante la época amateur y semiprofesional, los partidos eran jugados en diferentes canchas de Chivas ubicadas en Guadalajara en especial en la cancha de La Gigantera y algunos otros en Verde Valle y en San Rafael.

### Estadio Akron
El Guadalajara juega sus partidos en el Estadio Akron, este inmueble fue inaugurado el 30 de julio de 2010 y cuenta con 49,800 localidades de aforo. Fue diseñado por los arquitectos franceses Jean-Marie Massaud y Daniel Pouzet, y está ubicado sobre avenida Vallarta, al poniente de la zona metropolitana de Guadalajara. El primer nombre del estadio fue Omnilife en 2010 y para 2018 lo renombra Estadio Akron.

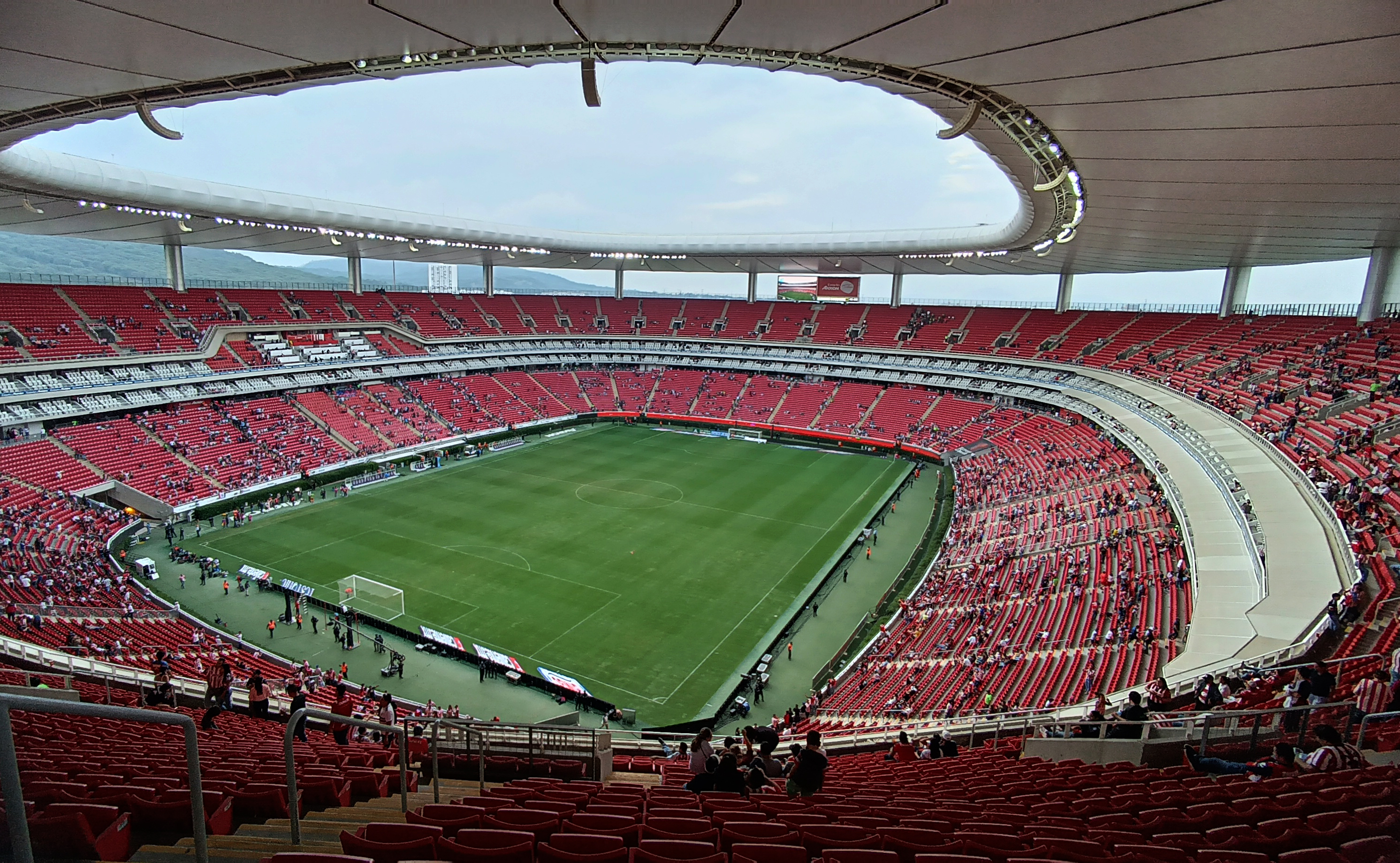
Estadio Akron.

En cuanto a sus instalaciones, el estadio cuenta con más de 6000 cajones de estacionamiento al exterior y un estacionamiento interior subterráneo para 780 autos, distintos servicios de alimentos y bebidas, diversas opciones de entretenimiento, como cine, área de niños, muro de escalada, salón de belleza, una tienda oficial Chivas y un museo del club.

### Estadio Jalisco
El Guadalajara ha jugado algunos partidos como local en el Estadio Jalisco, es un estadio de fútbol ubicado en Guadalajara, Jalisco, México. Con una capacidad de 55 020 espectadores. Fue inaugurado el 31 de enero de 1960, y ha sido sede en la Copa Mundial de Fútbol de 1970 y Copa Mundial de Fútbol de 1986. Actualmente es la casa de los equipos Atlas, de la Primera División y los Leones Negros de la Universidad de Guadalajara de la Liga de Expansión MX. También fue el estadio como local de Guadalajara (1960-2010), Oro (1960-70), Nacional (1961-65), Jalisco (1970-80) y Cafessa (2019-21). Es el tercer estadio más grande de México después del Estadio Azteca y el Estadio Olímpico Universitario.

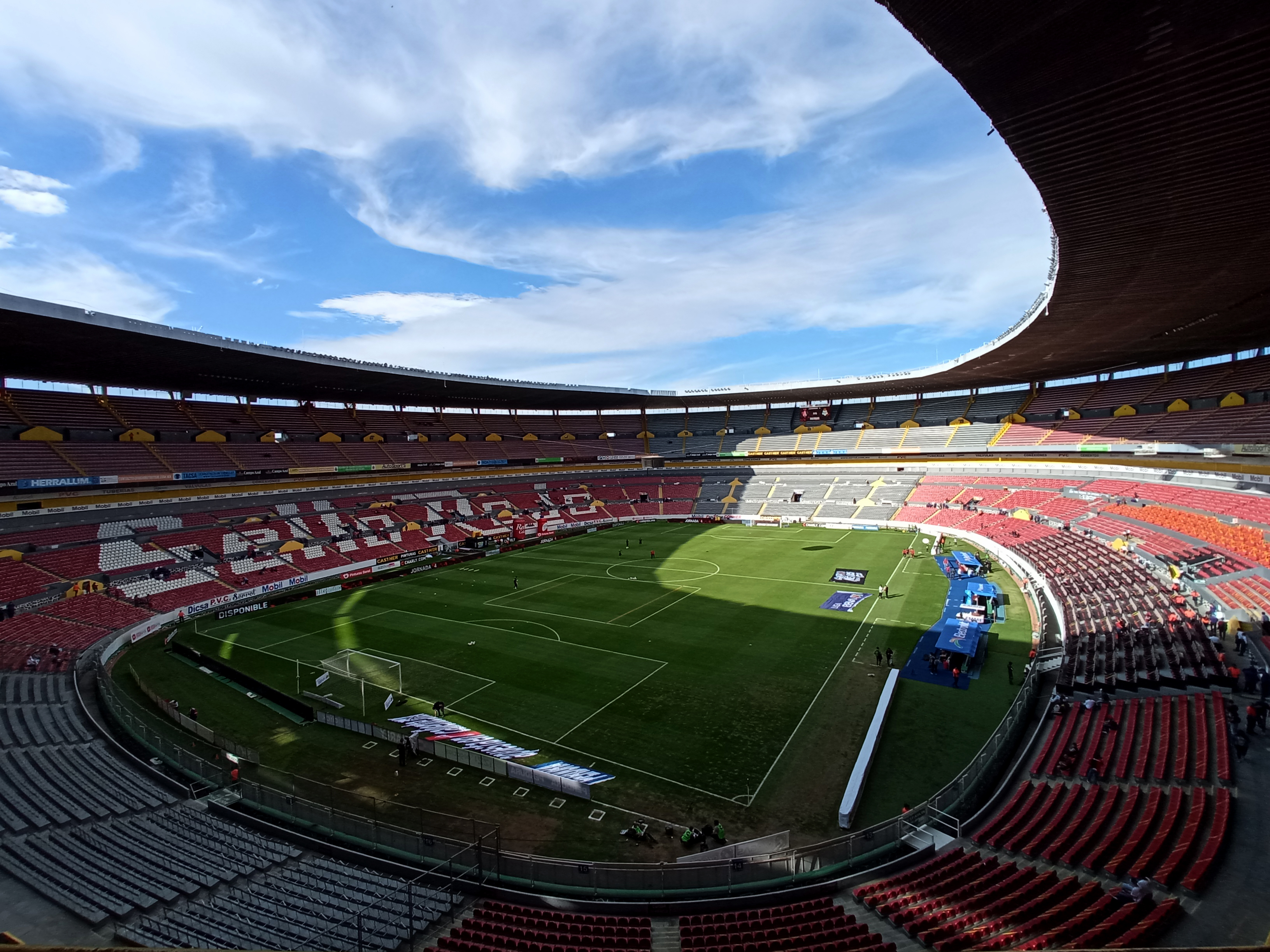
Estadio Jalisco.

Está ubicado en la Calle 7 Colinas N.º 1772, esquina con la Avenida Fidel Velázquez a una cuadra de la Calzada Independencia, en la Colonia Independencia, C.P. 44290, en Guadalajara, Jalisco, México.
La asociación civil Clubes Unidos de Jalisco es la dueña y operadora de este inmueble, sus miembros son: Club Deportivo Guadalajara, Atlas de Guadalajara, Club Deportivo Oro y el Club Universidad de Guadalajara.

### Verde Valle
Verde Valle es un complejo deportivo propiedad del Club Deportivo Guadalajara, inaugurado en octubre de 1979. Las instalaciones se encuentran ubicadas en calle Madero número 5840, Jocotán, en la Zona Metropolitana de Guadalajara.
Entre sus instalaciones deportivas se encuentran dos canchas de fútbol, dormitorios, sala de prensa y oficinas administrativas. A un lado de la cancha principal se encuentra un espacio reservado para que los aficionados puedan ver el entrenamiento del equipo.
Actualmente es utilizada por el primer equipo para realizar sus entrenamiento, por el cuadro femenil para disputar algunos partidos como local y, también por algunos de los equipos de fútbol base para de igual manera, disputar sus partidos como local.

### Academia Rafa Márquez
Son las instalaciones de Chivas Femenil y el lugar donde entrenan, siendo exclusivas para el conjunto femenil y sus categorías inferiores como la Sub-19.

## Derechos de transmisión
Sus partidos como local son transmitidos por Chivas TV y por Tubi.
- Chivas TV es una plataforma de Internet mexicana dedicada exclusivamente a trasmitir contenido relacionado con el Club Deportivo Guadalajara, así como sus partidos de local en la Primera División de México y en la Copa MX. Además transmite los partidos como local de los equipos de fútbol base del club y los partidos como local del conjunto femenil.

- Tubi es un servicio de streaming tipo OTT y FAST propiedad de Fox Corporation. El servicio fue lanzado por primera vez el 1 de abril de 2014 y tiene su base en San Francisco, California. En mayo de 2024, se informó que la plataforma tenía 80 millones de usuarios activos mensuales. Posteriormente se reportó que a partir de enero de 2025, cuenta con 97 millones de usuarios activos mensuales.

## Entrenadores

### Era amateur y semiprofesional
Oscar Morelos (1997-2005) Primer Técnico del Guadalajara Femenil tras su fundación oficial en 1997.
Carlos Mendoza (2005-2006) Llevó en 2005 al equipo al subcampeonato de la Zona Occidente de la Liga Nacional de Clubes de Fútbol Femenil tras perder en marcador global 5-4 ante las Leonas Negras de la Universidad de Guadalajara. En el Clausura 2006 de la Liga Premier de la Liga Mexicana Femenil de nueva cuenta perdieron la Final, ahora contra las Reinas del SUEUM de Morelia. El perder la Final le costaría el puesto de técnico.
Alejandro Gorgonio (2006-2007) Llegó tras la salida de Carlos Mendoza. En el Apertura 2006 de la Liga Premier de la Liga Mexicana Femenil no clasificó al equipo a liguilla. En el Torneo Clausura 2007 de la Liga Premier de Futbol Femenil, el conjunto de las Leonas Negras de la Universidad de Guadalajara echaron a Chivas en cuartos de final, con marcador global de 4-3. En el Torneo Apertura 2007 de la Liga Premier de Futbol Femenil cayeron en semifinales ante las Reinas del SUEUM de Morelia.
Miguel Gamero (Apertura 2007 - Clausura 2008) Fue el elegido para dirigir al Guadalajara Femenil en la primera temporada de la Superliga Femenil. El equipo alcanzó el 7° puesto, pero en cuartos de final quedaron fuera a manos de las Reinas del SUEUM de Morelia. En el Clausura 2008 el Guadalajara perdería en semifinales de nueva cuenta ante las Reinas del SUEUM de Morelia. Sin tener que ver el resultado de la Semifinal, Miguel Gamero fue destituido de su puesto debido a una restructuración total en el club femenil.
José Luis Zavala (Apertura 2008 - Clausura 2009 / 2009-2010) Tras asumir el cargo para el Apertura 2009, logró clasificar a su primera Final de la Superliga Femenil, la cual perderían 2-1 marcador global ante las Reinas del SUEUM de Morelia. En el Clausura 2009 cerrarían en 2° lugar del Grupo B y por fin pudieron dejar fuera a las Reinas del SUEUM de Morelia tras empatar 2-2 en las Semifinales pero por posición de en la Tabla avanzaría el Guadalajara. Ya en la Final, derrotarían 2-4 a Andrea´s Soccer (quienes lograron el 1° lugar en la Tabla) logrando así su primer y único título en la Superliga Femenil.
Tras salir de la Superliga Femenil, el Guadalajara lograría el título del Apertura 2009 de la Liga Femenina de Fútbol de Occidente tras derrotar en la Final 5-2 al ABH CROC. Posteriormente lograría quedar campeón en el Clausura 2010 de la Liga Córdica tras derrotar en la Final 5-0 a las Linces de la Universidad del Valle de México. En la Copa Telmex perdió en semifinales con un marcador de 5-4 contra el conjunto de Tlaquepaque, dejando el banquillo.
Alberto Ascencio (2010-2011) Logró coronar al Guadalajara en la Liga Córdica en los Torneos del Apertura 2010 y en el Clausura 2011 tras vencer en ambas Finales a las Linces de la Universidad del Valle de México, 3-2 y 3-0 respectivamente.
Humberto Adauto (2011-2012) Con equipo con sangre más juvenil, se alcanzaron los subcampeonatos de la Liga Córdica en los Torneos Apertura 2011 (logrando el liderato) y Clausura 2012, ambas Finales perdidas ante las Leonas Negras de la Universidad de Guadalajara, 1-0 y 2-1 respectivamente.
Cástulo Vázquez (2013) Llevó de nuevo al título al Guadalajara tras vencer en la Final del Clausura 2013 de la Liga Córdica 2-0 al Tec de Monterrey.
Mario Marín (2013-2014) En 2013 perdió en la 1ª ronda de la Copa Telmex contra Atlas quedando fuera y alcanzó el subcampeonato de la Liga Premier de la Asociación del Estado de Jalisco tras perder la Final contra las Águilas Verdes del IMSS Jalisco con marcador de 2-0.
José Luis Zavala (2015) De nuevo tomó las riendas del equipo en 2015 donde se coronó campeón en el Clausura 2015 de la Liga Córdica de manera invicta.

### Era profesional
Luis Fernando Camacho Haro (Apertura 2017 - Apertura 2018) - Luis Camacho dirigió desde la Copa de la Liga MX Femenil. En la liga, entre el torneo regular y la liguilla consiguió 31 victorias y más de 100 goles, además de convertir al "Rebaño Sagrado" en las primeras campeonas en la historia de la Liga, en el Apertura 2017.
En el Clausura 2018 no pudieron conseguir el bicampeonato tras no clasificar a la liguilla y en el Apertura 2018 se quedó en semifinales tras caer por un global de 5-3 ante Tigres. El lunes 3 de diciembre, Camacho dirigiría su último partido, concretamente la semifinal de vuelta, siendo derrotado 4-2 en el Estadio Universitario.
Luis Manuel Díaz y Díaz (Clausura 2019) - En sustitución de Luis Camacho, Luis Díaz se hizo cargo del Guadalajara Femenil. Debutó con un triunfo de 2-0 sobre León en el Estadio de las Chivas el 7 de enero de dicho año. Tras no clasificar en dicho torneo, con una cosecha de 7 triunfos, 2 empates y 7 derrotas, Díaz se despidió en la victoria del Guadalajara 3-1 sobre Querétaro el 21 de abril. Su equipo anotó 17 goles y permitió la misma cantidad en contra.
Ramón Villa Zevallos (Apertura 2019 - Clausura 2020) - Villa Zevallos, pese haber conseguido el título con Tigres en el torneo pasado, este dejó la institución felina y para el Apertura 2019 llegó como el DT campeón del fútbol mexicano a las Chivas. Su debut con "El Rebaño Sagrado" fue el lunes 15 de julio, precisamente ante su exequipo, cayeron 2-1 en el Estadio Universitario.
En su primer torneo clasificó a la liguilla, pero cayó por marcador global de 3-0 ante el acérrimo rival, el América Femenil.
Para su segundo torneo, el Clausura 2020, el equipo de "Chito" se quedó con 10 partidos disputados, con un saldo de 5 triunfos, 3 empates y 2 derrotas, ya que en marzo de 2019, el certamen se interrumpiría por el inicio de la pandemia por el Covid-19.
Días antes de que comenzara el Apertura 2020 (Guard1anes 2020), el Club Deportivo Guadalajara anunció que Ramón Villa Zevallos era separado de su cargo, generando un mar de dudas sobre su salida.
Edgar Mejía Viruete (Guard1anes 2020 - Apertura 2021) - Tras la polémica salida a unos días de que empezara el torneo, Nelly Simón, directora deportiva femenil, anunció a "El Chore" Mejía como el nuevo entrenador de las Chivas. Debutaría el 13 de agosto con una aplastante victoria de 0-4 ante Juárez en el Estadio Benito Juárez.
En su primer torneo consiguió hacer 38 puntos, siendo el torneo, hasta la fecha, con mayor cantidad de unidades conseguidas en un torneo para el Guadalajara. Lastimosamente, con un marcador global de 3-2, Chivas caería nuevamente eliminado por el América.
En el Guard1anes 2021, conseguiría llevar a "Las Minervas" a su segunda final en su historia, tras eliminar a Toluca con un global de 4-0 en los cuartos de final y posteriormente eliminaría al Atlas en el primer Clásico Tapatío en liguilla de la historia con un global de 2-1. Por desgracia, el excelente torneo llevado a cabo no se reflejó con el título, pues caería con un global de 7-4 ante Tigres (1-2 en el Estadio de Chivas y 5-3 en el Estadio Universitario).
Para el Apertura 2021, las dirigidas por el "Chore" le cortarían una racha de 12 victorias consecutivas en 12 juegos a las felinas de Nuevo León, tras empatar a un gol en los últimos minutos gracias a la anotación de Alicia Cervantes en la jornada 13, partido llevado a cabo en el Estadio Akron. El Guadalajara terminaría su participación en el Torneo en la 4ª posición y quedando fuera en cuartos de final tras perder 1-2 frente el América.
Al término del Torneo Edgar "Chore" Mejía dejaría el banquillo del equipo por decisión propia.
Juan Pablo Alfaro Guzmán (Clausura 2022 - Clausura 2023) El "Pato" fue anunciado como nuevo Técnico para afrontar el Clausura 2022 tras la salida de Edgar "Chore" Mejía. El "Pato" le dio al equipo su segundo título de liga en su primer torneo al frente, además de imponer el récord de la mejor defensiva de toda la liga con solo 6 goles en contra en todo el torneo y ganó el campeón de campeones ese mismo año.
En el Apertura 2022 terminó como líder general por primera vez en su historia e imponiendo un récord de puntos para la institución con 43 puntos aunque al final se quedaron fuera en semifinales siendo eliminadas por el América con un global de 4-6.
En el Clausura 2023 se mantuvieron líderes generales hasta la jornada 15 del torneo pero un mal cierre les hizo caer a la 4ª posición y caer por un global de 4-6 ante el Pachuca Femenil, dejando muchas dudas en el entorno del equipo y en la afición.
Sin embargo a días de arrancar el Apertura 2023 fue cesado de su cargo.
Antonio Marcelo Spinelli (Apertura 2023 - Clausura 2024) - A días de arrancar el Apertura 2023 el "Tano" fue anunciado como nuevo Director Técnico de la institución tras la sorpresiva salida de Juan Pablo Alfaro. Siendo en su primer torneo como timonel del rebaño 2.º lugar de la tabla con 42 puntos empatadas con el América Femenil, además de quedar empatada en la mejor defensiva con 11 goles en contra con Tigres Femenil, dos de los máximos favoritos al título. Quedándose en semifinales eliminadas a manos del América Femenil con un marcador global de 4-3.
Ya en el Clausura 2024 el "Tano" quiso implementar su estilo de juego en el equipo pero debido a que no contaba con la plantilla suficiente para hacerlo casi les cuesta su pase a la liguilla y a dos jornadas de finalizar el torneo fue cesado de su cargo para posteriormente dejar de forma interina a Joaquín "Quino" Moreno y aunque si logro clasificarlas a liguilla con 32 puntos (siendo uno de los peores torneos en la historia del equipo) cayeron en cuartos de final a manos del América Femenil con un escandaloso global de 6-1. También destacar que en este torneo se dio la máxima goleada de Chivas en su historia al derrotar 10-2 a Santos Laguna Femenil.
Joaquín Moreno Ruíz (Apertura 2024) - En el Apertura 2024 fue ratificado "Quino" Moreno, dado que el equipo tendría más roce internacional teniendo no sólo el amistoso contra el Barcelona Femenil en el Estadio Akron como parte del Camp3onas Tour, el cual perdieron 4-1, sino también la primera edición de la Summer Cup, donde participaron junto a Tigres Femenil, Monterrey Femenil, América Femenil, Pachuca Femenil y Tijuana Femenil y al final ninguno de los equipos mexicanos pudo dar un gran papel debido al alto nivel de competencia de los equipos norteamericanos. Bajo su gestión se dio el primer triunfo internacional del equipo al ganarle 1-0 a Chicago Red Stars con gol de Gabriela Valenzuela en el marco de la Summer Cup, se destacó que en este torneo se dio la máxima goleada de Chivas al Atlas Femenil al derrotarlas 5-1 en el Estadio Jalisco, pero también se vivió la peor goleada que recibió el equipo a manos del América Femenil al caer 7-0 en la fase regular del torneo, y ya en la liguilla ser nuevamente eliminadas por ellas con un global de 7-3, para después ser cesado del cargo.
Antonio Contreras Olivera (Clausura 2025 - Presente) - Para el Clausura 2025, fue designado como entrenador el español Antonio Contreras. En donde se destacó que en este torneo se dio la segunda máxima goleada de Chivas en su historia al derrotar 8-0 a Mazatlán Femenil. Y contrario a lo que pasó el torneo anterior donde la defensa no se vio muy bien en este torneo logró ser la mejor defensiva del campeonato con sólo 10 goles recibidos. Pero se repitió lo mismo de otros torneos eliminadas nuevamente por el América Femenil al caer en semifinales con un global de 4-2.
Durante el Apertura 2025, el equipo dirigido por el español tuvo un partido amistoso contra el North Carolina Courage el cual sirvió como base de la internacionalización del fútbol mexicano femenil. Aunque el resultado fue una derrota 4-0 sacaron muchas conclusiones respecto al funcionamiento y el nivel de estos equipos de cara al torneo de liga.

## Jugadoras

### Altas y bajas: Apertura 2025
Fecha de actualización: 9 de julio de 2025
| Altas              | Altas     | Altas                      |
| Jugadora           | Posición  | Procedencia                |
| ------------------ | --------- | -------------------------- |
| Natalia Villarreal | Defensa   | Tigres UANL                |
| Joseline Montoya   | Delantera | Tigres UANL                |
| Denise Castro      | Delantera | San Diego State University |
| Samantha López     | Defensa   | Mazatlán                   |
| Zoe Aguirre        | Portera   | León                       |

| Bajas                | Bajas            | Bajas                |
| Jugadora             | Posición         | Destino              |
| -------------------- | ---------------- | -------------------- |
| Kimberlin Galicia    | Delantera        | Atlético de San Luis |
| Karla Martínez       | Defensa          | Toluca               |
| Bianca Mora          | Defensa          | Juárez               |
| Daniela Calderón     | Delantera        | Cruz Azul            |
| Jashia López         | Portera          | Pumas                |
| Valentina De La Mora | Defensa          | Agente Libre         |
| Alexxandra Ramírez   | Defensa          | León                 |
| María José López     | Auxiliar Técnico | Juárez               |
| Ana Lorena Torres    | Delantera        | Necaxa               |
| Nayrobi García       | Defensa          | Necaxa               |

### Fuerzas Básicas

#### Sub-19
- La jugadora ya debutó en Primera División.

### Jugadoras internacionales
| Selección                                   | Categoría | Jugadoras | #      |
| ------------------------------------------- | --------- | --- | ------ |
| México                                      | Absoluta  | Celeste Espino, Blanca Félix, Casandra Montero, Carolina Jaramillo, Gabriela Valenzuela, Adriana Iturbide, Yamile Franco, Montserrat Hernández, Alicia Cervantes, Araceli Torres, Natalia Villarreal, Joseline Montoya | 2 (12) |
| México                                      | Sub-23    | Ivonne González, Kinberly Guzmán, Amalia López, Daniela Delgado, Isabela Esquivias | 1 (5)  |
| México                                      | Sub-20    | Dana Sandoval, Yessenia Guzmán | 1 (2)  |
| México                                      | Sub-17    | Valeria Alvarado, Victoria García, Sophia Tinoco, Ana Torres | 1 (4)  |
| México                                      | Sub-15    | Grecia Bravo, Jimena Hernández, Sofía Acevedo, María Fernanda Galván, Megan Robles, Dana Hernández, Luna Solís, | 5 (7)  |
| Fecha de actualización: 22 de julio de 2025 |           | |        |

Se consideran jugadoras internacionales si han recibido llamado a selecciones nacionales en los últimos 12 meses. Con negritas se muestran aquellas jugadoras que han sido llamadas en la última convocatoria.

## Plantillas Importantes

### 11 Inicial en Copa
El Club Deportivo Guadalajara Femenil inicia la era profesional del fútbol femenil enfrentando a las Tuzas del Pachuca en la Copa MX Femenil el 3 de mayo de 2017, con las cuales perdieron por un marcador de 6-1. El descuento lo hizo Brenda Viramontes al minuto 67. 
| Alineación: - Karen Gómez - Guadalupe Sánchez - Selene Valera - Miriam García - Deheny Rodríguez - Daniela Carrandi - Victoria Acevedo - Andrea Sánchez - Tania Morales - Susan Bejarano - Norma Palafox - D.T. Luis Fernando Camacho |  | K. Gómez M. García S. Valera D. Rodríguez G. Sánchez S. Bejarano A. Sánchez T. Morales V. Acevedo D. Carrandi N. Palafox |

### 11 Inicial en Liga
Las Chivas inician su participación en la Liga MX Femenil el 29 de julio de 2017 en Chivas Gigantera, ganando con un marcador de 3 a 0 a su rival local Atlas Femenil con un gol de Anette Vázquez (7') y un doblete de Daniela Pulido (23', 50'), en el primer clásico tapatío de la categoría. 
| Alineación: - Karen Gómez - Guadalupe Sánchez - Daniela Pulido - Arlett Tovar - Andrea Sánchez - Miriam García - Anette Vázquez - Zellyka Arce - Tania Morales - Brenda Viramontes - Norma Palafox - D.T. Luis Fernando Camacho |  | K. Gómez A. Sánchez A. Tovar G. Sánchez D. Pulido Z. Arce B. Viramontes N. Palafox M. García A. Vázquez T. Morales |

### 1erPartido de Liguilla
Las rojiblancas inician su participación en la fase final de la Liga MX Femenil en las semifinales del torneo Apertura 2017 el 4 de noviembre de 2017 en el Estadio Akron, ganando 4 a 2 ante el Club América. Los goles a favor fueron de Tania Morales (36', 80'), Arlett Tovar (68') y Daniela Carrandi (92'). 
| Alineación: - Blanca Félix - Guadalupe Sánchez - Daniela Pulido - Andrea Sánchez - Priscila Padilla - Miriam García - Arlett Tovar - Susan Bejarano - Tania Morales - Brenda Viramontes - Norma Palafox - D.T. Luis Fernando Camacho |  | B. Félix G. Sánchez D. Pulido A. Sánchez P. Padilla M. García A. Tovar S. Bejarano T. Morales B. Viramontes N. Palafox |

### 1.ª Final de Liga (1erCampeonato de la Liga MX Femenil)
El Club Deportivo Guadalajara Femenil llega a la final de la Liga MX Femenil el 24 de noviembre de 2017, enfrentando nuevamente a las Tuzas del Pachuca. Voltean el marcador adverso de 0-2 del partido de ida en el Hidalgo para ganar en el global 3-2. Las Chivas, con un doblete de Arlett Tovar (36', 55') y un gol de Norma Palafox (68'), se coronan en el Estadio Akron como las primeras campeonas de la Liga MX Femenil.
| Alineación (Ida): - Blanca Félix - Guadalupe Sánchez - Priscila Padilla - Arlett Tovar - Andrea Sánchez - Miriam García - Jessica Benítez - Susan Bejarano - Tania Morales - Brenda Viramontes - Norma Palafox - D.T. Luis Fernando Camacho |  | B. Félix A. Sánchez A. Tovar G. Sánchez P. Padilla S. Bejarano B. Viramontes N. Palafox 'M. García' J. Benítez 'T. Morales' |  | Alineación (Vuelta): - Blanca Félix - Guadalupe Sánchez - Andrea Sánchez - Priscila Padilla - Miriam García - Arlett Tovar - Susan Bejarano - Tania Morales - Jessica Benítez - Brenda Viramontes - Norma Palafox - D.T. Luis Fernando Camacho |  | B. Félix G. Sánchez A. Sánchez P. Padilla M. García A. Tovar S. Bejarano T. Morales J. Benítez B. Viramontes N. Palafox |

### 2.ª Final de Liga
El Club Deportivo Guadalajara Femenil llega a su segunda final en el Guardianes 2021 el 31 de mayo de 2021, enfrentando a Tigres. Después de caer en el Estadio Akron por un marcador de 2-1 con gol de Anette Vázquez al minuto 50, se dirigen al volcán con la meta de lograr una hazaña. Desgraciadamente, pierden con un marcador de 5-3 con goles de Miriam Castillo (40'), Carolina Jaramillo (57') y Gabriela Valenzuela (90'), quedando como subcampeonas del torneo. 
| Alineación (Ida): - Blanca Félix - Jaqueline Rodríguez - Miriam García - Michelle González - Damaris Godínez - Victoria Acevedo - Miriam Castillo - Carolina Jaramillo - Anette Vázquez - Alicia Cervantes - Joseline Montoya - D.T. Edgar Mejía |  | B. Félix D. Godínez M. González J. Rodríguez M. García M. Castillo A. Cervantes J. Montoya C. Jaramillo A. Vázquez V. Acevedo |  | Alineación (Vuelta): - Blanca Félix - Jaqueline Rodríguez - Miriam García - Damaris Godínez - Miriam Castillo - Victoria Acevedo - Michelle González - Carolina Jaramillo - Anette Vázquez - Alicia Cervantes - Joseline Montoya - D.T. Edgar Mejía |  | B. Félix D. Godínez M. González J. Rodríguez M. García M. Castillo A. Cervantes J. Montoya C. Jaramillo A. Vázquez V. Acevedo |

### Primer amistoso internacional
El Club Deportivo Guadalajara Femenil, aprovechando la pausa en el Apertura 2021 por la Fecha FIFA de octubre, se enfrentó contra la Selección Argentina Femenil, marcando este encuentro como su primer partido internacional. Lamentablemente para el Guadalajara, tras ir ganando 1-0 con un gol a favor de Joseline Montoya al minuto 7, les dieron la vuelta y cayeron 2-1, después de un penal marcado a favor de la Selección Argentina Femenil y la expulsión de Anette Vázquez con tarjeta roja directa al minuto 69. 
| Alineación: - Celeste Espino - Jaqueline Rodríguez - Karol Bernal - Araceli Torres - Damaris Godínez - Casandra Montero - Michelle González - Isabella Gutiérrez - Anette Vázquez - Alicia Cervantes - Joseline Montoya - D.T. Edgar Mejía |  | C. Espino D. Godínez A. Torres J. Rodríguez K. Bernal M. González A. Cervantes J. Montoya I. Gutiérrez A. Vázquez C. Montero |

### 3.ª Final de Liga (2.º Campeonato de la Liga MX Femenil)
El Club Deportivo Guadalajara Femenil llega a su tercera final en el Clausura 2022 el 23 de mayo de 2022, enfrentando a las Tuzas del Pachuca. Tomaron ventaja con un marcador de 4-2 en el Estadio Hidalgo, con goles de Gabriela Valenzuela (50'), Alicia Cervantes (80', 90') y un autogol de Mónica Ocampo (71'). Aunque perdieron en la vuelta 1-0, se coronaron campeonas del torneo gracias a un penal atajado por Blanca Félix en la recta final del partido, obteniendo así su segundo título en su historia. 
| Alineación (Ida): - Blanca Félix - Araceli Torres - Kinberly Guzmán - Karol Bernal - Jaqueline Rodríguez - Casandra Montero - Victoria Acevedo - Anette Vázquez - Carolina Jaramillo - Alicia Cervantes - Joseline Montoya - D.T. Juan Pablo Alfaro |  | B. Félix K. Bernal K. Guzmán A. Torres J. Rodríguez C. Montero A. Cervantes J. Montoya C. Jaramillo A. Vázquez V. Acevedo |  | Alineación (Vuelta): - Blanca Félix - Araceli Torres - Kinberly Guzmán - Karol Bernal - Jaqueline Rodríguez - Casandra Montero - Victoria Acevedo - Anette Vázquez - Carolina Jaramillo - Alicia Cervantes - Joseline Montoya - D.T. Juan Pablo Alfaro |  | B. Félix K. Bernal K. Guzmán A. Torres J. Rodríguez C. Montero A. Cervantes J. Montoya C. Jaramillo A. Vázquez V. Acevedo |

### Campeón de Campeonas 2021-22 (1erCampeón de Campeonas)
El Club Deportivo Guadalajara Femenil disputó el Campeón de Campeones Femenil 2021-22 el 30 de mayo de 2022, enfrentando a las Rayadas del Monterrey. Habían empatado 1-1 en el Estadio Akron con un gol de Carolina Jaramillo (30') y luego empataron 0-0 en el Estadio BBVA. Ganaron el torneo gracias a una tanda de penales perfecta, donde Blanca Félix fue la figura, dando así el doblete al rebaño femenil. 
| Alineación: - Celeste Espino - Araceli Torres - Kinberly Guzmán - Damaris Godínez - Jaqueline Rodríguez - Casandra Montero - Susan Bejarano - Gabriela Valenzuela - Carolina Jaramillo - Alicia Cervantes - Joseline Montoya - D.T. Juan Pablo Alfaro |  | C. Espino D. Godínez K. Guzmán A. Torres J. Rodríguez C. Montero A. Cervantes J. Montoya C. Jaramillo G. Valenzuela S. Bejarano |  | Alineación: - Blanca Félix - Araceli Torres - Kinberly Guzmán - Damaris Godínez - Jaqueline Rodríguez - Casandra Montero - Susan Bejarano - Gabriela Valenzuela - Carolina Jaramillo - Alicia Cervantes - Joseline Montoya - D.T. Juan Pablo Alfaro |  | B. Félix D. Godínez K. Guzmán A. Torres J. Rodríguez C. Montero A. Cervantes J. Montoya C. Jaramillo G. Valenzuela S. Bejarano |

### Primer amistoso internacional contra un club
El Club Deportivo Guadalajara Femenil, aprovechando la pretemporada de los equipos europeos, se enfrentó contra el Inter de Milán, marcando este encuentro como su primer partido internacional contra un club femenil. Lamentablemente para el Guadalajara, tras ir ganando 1-0 con un gol a favor de Rubí Soto al minuto 48, les empataron el partido y después cayeron en penales 3-2, después de las expulsiones de Alicia Cervantes al minuto 53 por doble tarjeta amarilla y Joseline Montoya al minuto 70 con tarjeta roja directa. 
| Alineación: - Blanca Félix - Michelle González - Karol Bernal - Araceli Torres - Damaris Godínez - Susan Bejarano - Rubí Soto - Carolina Jaramillo - Adriana Iturbide - Alicia Cervantes - Joseline Montoya - D.T. Juan Pablo Alfaro |  | B. Félix D. Godínez A. Torres M. González K. Bernal R. Soto A. Cervantes J. Montoya C. Jaramillo A. Iturbide S. Bejarano |

### Camp3onas Tour
El Club Deportivo Guadalajara Femenil, se enfrentó contra el Fútbol Club Barcelona, como parte del Camp3onas Tour que fue organizado para celebrar el triplete del equipo catalán. Lamentablemente para el Guadalajara, perdió el partido 4-1 el único gol a favor de las rojiblancas fue convertido por Kinberly Guzmán al minuto 77 por la vía penal, después de que el Barcelona Femenil recibiera una tarjeta roja directa. 
| Alineación: - Celeste Espino - Jaqueline Rodríguez - Karla Martínez - Araceli Torres - Damaris Godínez - Joselyn De La Rosa - Yamile Franco - Carolina Jaramillo - Gabriela Valenzuela - Alicia Cervantes - Rubí Soto - D.T. Joaquín Moreno |  | C. Espino D. Godínez A. Torres J. Rodríguez K. Martínez Y. Franco A. Cervantes R. Soto C. Jaramillo G. Valenzuela J. De La Rosa |

### 11 Inicial en Summer Cup
El Club Deportivo Guadalajara Femenil inicia su primera participación internacional en la Summer Cup enfrentando al Washington Spirit el 21 de julio del 2024, con las cuales perdieron por un marcador de 2-1. El gol lo hizo Alicia Cervantes al minuto 68.
| Alineación: - Celeste Espino - Kinberly Guzmán - Karla Martínez - Araceli Torres - Jaqueline Rodríguez - Joselyn De La Rosa - Yamile Franco - Carolina Jaramillo - Gabriela Valenzuela - Alicia Cervantes - Rubí Soto - D.T. Joaquín Moreno |  | C. Espino J. Rodríguez A. Torres K. Guzmán K. Martínez Y. Franco A. Cervantes R. Soto C. Jaramillo G. Valenzuela J. De La Rosa |

### 11 Inicial en Primer Amistoso contra América
El Club Deportivo Guadalajara Femenil hizo su primer amistoso enfrentando al Club América el 17 de mayo del 2025 en Los Ángeles, CA, con las cuales perdieron por un marcador de 4-3. Los goles fueron por conducto de Gabriela Valenzuela y doblete de Viridiana Salazar.
| Alineación: - Celeste Espino - Kinberly Guzmán - Karla Martínez - Araceli Torres - Damaris Godínez - Joselyn De La Rosa - Yamile Franco - Carolina Jaramillo - Gabriela Valenzuela - Alicia Cervantes - Viridiana Salazar - D.T. Antonio Contreras |  | C. Espino D. Godínez A. Torres K. Guzmán K. Martínez Y. Franco A. Cervantes V. Salazar C. Jaramillo G. Valenzuela J. De La Rosa |

### 11 Inicial en Amistoso contra NC Courage
El Club Deportivo Guadalajara Femenil hizo un amistoso enfrentando al North Carolina Courage el 25 de julio de 2025 en Raleigh, NC, con las cuales perdieron por un marcador de 4-0. Siendo el inicio de una internacionalización del fútbol mexicano femenil.
| Alineación: - Zoé Aguirre - Kinberly Guzmán - Damaris Godínez - Araceli Torres - Isabela Esquivias - Joselyn De La Rosa - Carolina Jaramillo - Viridiana Salazar - Montserrat Hernández - Alicia Cervantes - Joseline Montoya - D.T. Antonio Contreras |  | Z. Aguirre I. Esquivias A. Torres K. Guzmán D. Godínez C. Jaramillo A. Cervantes J. Montoya V. Salazar M. Hernández J. De La Rosa |

## Estadísticas

### Copa de la Liga
Actualizado al último partido disputado el: 5 de mayo de 2017
| TORNEO        | PJ | PG | PE | PP | GF | GC | DIF | PTS | LOGRO              | EFE (%) |
| ------------- | -- | -- | -- | -- | -- | -- | --- | --- | ------------------ | ------- |
| Clausura 2017 | 3  | 1  | 0  | 2  | 3  | 10 | -7  | 3   | 10.º               | 33.3    |
| TOTAL         | 3  | 1  | 0  | 2  | 3  | 10 | -7  | 3   | 10.º Lugar general | 33.3 %  |

### Primera División
Actualizado al último partido disputado el: 4 de mayo de 2025
| TORNEO        | PJ  | PG  | PE | PP | GF  | GC  | DIF | PTS | POSICIÓN                                     | LOGRO                                        | EFE (%) |
| ------------- | --- | --- | -- | -- | --- | --- | --- | --- | -------------------------------------------- | -------------------------------------------- | ------- |
| Apertura 2017 | 18  | 13  | 2  | 3  | 42  | 16  | 26  | 41  | 3.º                                          | Campeonas                                    | 75.9    |
| Clausura 2018 | 14  | 9   | 2  | 3  | 30  | 13  | 17  | 29  | 4.º                                          | –                                            | 69      |
| Apertura 2018 | 20  | 9   | 7  | 4  | 34  | 22  | 12  | 34  | 4.º                                          | Semifinales                                  | 56.7    |
| Clausura 2019 | 16  | 7   | 2  | 7  | 17  | 17  | 0   | 23  | 8.º                                          | –                                            | 47.9    |
| Apertura 2019 | 20  | 9   | 4  | 7  | 30  | 26  | 4   | 31  | 5.º                                          | Cuartos de final                             | 51.7    |
| Clausura 2020 | 10  | 5   | 3  | 2  | 16  | 10  | 6   | 18  | Suspendido debido a la pandemia por COVID-19 | Suspendido debido a la pandemia por COVID-19 | 60      |
| Apertura 2020 | 19  | 12  | 3  | 4  | 44  | 20  | 24  | 39  | 4.º                                          | Cuartos de final                             | 68.4    |
| Clausura 2021 | 23  | 14  | 4  | 5  | 54  | 27  | 27  | 46  | 2.º                                          | Subcampeonas                                 | 66.7    |
| Apertura 2021 | 19  | 10  | 4  | 5  | 36  | 19  | 17  | 34  | 4.º                                          | Cuartos de final                             | 59.6    |
| Clausura 2022 | 23  | 16  | 5  | 2  | 38  | 16  | 23  | 53  | 2.º                                          | Campeonas                                    | 76.8    |
| Apertura 2022 | 21  | 15  | 3  | 3  | 42  | 17  | 25  | 48  | 1.º                                          | Semifinales                                  | 76.2    |
| Clausura 2023 | 19  | 11  | 5  | 3  | 44  | 22  | 22  | 38  | 4.º                                          | Cuartos de final                             | 66.7    |
| Apertura 2023 | 21  | 15  | 4  | 2  | 51  | 16  | 35  | 49  | 3.º                                          | Semifinales                                  | 77.8    |
| Clausura 2024 | 19  | 9   | 5  | 5  | 36  | 22  | 14  | 32  | 5.º                                          | Cuartos de final                             | 56.4    |
| Apertura 2024 | 19  | 9   | 3  | 7  | 37  | 32  | 5   | 30  | 6.º                                          | Cuartos de final                             | 47.3    |
| Clausura 2025 | 21  | 10  | 7  | 4  | 33  | 14  | 19  | 37  | 6.º                                          | Semifinales                                  | 47.6    |
| TOTAL         | 302 | 173 | 63 | 66 | 584 | 309 | 275 | 582 | 4.º                                          | 2 Campeonatos                                | 62.8 %  |

### Campeón de Campeonas
Actualizado al último partido disputado el: 30 de mayo de 2022